# Henri Debs
Pour les articles homonymes, voir Debs.
Henri Debs (né le 24 novembre 1932 à Pointe-à-Pitre, mort le 19 août 2013 aux Abymes) est un musicien, producteur-auteur-compositeur-interprète guadeloupéen.

## Biographie
Henri Debs est issu d'une famille d'origine libanaise. Son arrière-grand-père s'installe en Guadeloupe à la fin du XIXe siècle. Très jeune, il apprend à jouer du pipeau, de la flûte et du saxophone. Puis c'est son ami Roland Balthazar qui l'initie à la guitare. Dès lors, même s'il n'a pas encore 15 ans, il joue Duke Ellington et Django Reinhardt.
Il occupe divers emplois : d'abord forain à Pointe-à-Pitre, puis restaurateur et gérant d'un magasin de vêtements. C'est lorsqu'il devient disquaire que sa carrière musicale débute.
En effet, il installe un petit studio dans le fond de son magasin et commence la production dès 1959. Debs fait ses premières armes avec des tangos, cha-cha-chas, boléros, slows, biguines… Devant la réussite de son affaire, il monte un deuxième magasin en 1963, puis deux ans plus tard, un nouveau à Fort-de-France dont il laisse la gérance à son frère Georges Debs. De réussite en réussite, il finit par ouvrir un nouveau magasin à Paris, tenu par un autre frère Debs, André.
Au début des années 1970, Experience 7 est le premier groupe à collaborer avec Debs. Depuis l'émergence du zouk en 1979, Henri Debs devient le plus gros producteur de musique antillaise dans le monde et contribue à la découverte du Cadence puis de zouk, dans la métropole et sur le reste de la planète.
Disques Debs produit des grands artistes Guadeloupéens tels que Les Aiglons (disque d'or), Éric Virgal,  Tanya Saint-Val, Tatiana Miath, Frédéric Caracas, Luc Léandry, Eric Brouta, Francky Vincent (disques d'or et disque de platine), Zouk Machine (disque de platine), Chiktay, Jean-Jacques Gaston et bien d'autres.
En 1985, il reçoit le Prix Alexandre Stellio.
En 2009, il est décoré du diplôme de l'Académie de la biguine.
En février 2010, il reçoit le Prix International Arc d'Europe, catégorie or pour « la qualité et l'excellence de son travail ».
Il meurt le 19 août 2013 aux Abymes.

## Discographie
- Un samedi soir au Boukarou (1963)
- Tout lan nuit moin checher (1964)
- Fufuss (1965) : avec Serge Christophe
- Henri Debs et son Combo international avec Alain Gervais (1966)
- Titan-la (1967)
- Henri Debs et son Combo international (1968)
- Fô pas vous fêmer (1969)
- Noël Aux Antilles (1969) : avec Guy Alcindor et Manuela Pioche
- Amour, honneur, louanges (1970)
- Henri Debs et son Combo (1970)
- Tu as calé le moteur (1971)
- Henri Debs (1971)
- Ban moin on ti bo (1972) : avec Guy Alcindor et Paul Blamar
- Popotte en moin (1973)
- Min yo mayé quand même (1974)
- Henri Debs et le Combo supérieur (1975)
- Henri Debs et les Aiglons + le Combo sensationnel (1978)
- Rythmes des îles sœurs (1979)
- Max et Henri (1981)
- Henri Debs. Artiste invité-Max Severin (1987)
- Henri Debs. Artiste invité-Max Severin (1988)
- Tube. Artiste invité-Max Severin (1990)
- Les immortelles chansons antillaises par Henri Debs (1991)
- Tubes (1992)
- Mister Henri (1993)
- Tubes-Vyé kannari ka fé bon soup (1994)
- Henri Debs et son Combo de 1958 à 1972 (1997)
- Le défi (1998)
- Henri Debs story
- Hi quality (2002)
- La légende continue (2004)
- Le roi de la biguine-Ansanm ansanm (2005)
- Amour et déception (2007)
- A Rose-Marie, amour éternel-Henri Debs avec amour (2009)
- Biginéka (2010)
- La reconnaissance (2011)

## Ouvrage
- Mémoires et vérités sur la musique aux Antilles : Guadeloupe, Martinique, Haïti, Dominique : histoires vécues, Debs Music, 2011, 368 p. (ISBN 9782953961508)